# Semichi Islands
Die Semichi Islands bilden eine Inselgruppe innerhalb der Alëuten am Südrand des nordpazifischen Beringmeers.

## Geographie
Die zu Alaska (USA) gehörende Inselgruppe liegt südöstlich von Attu und nordöstlich von Agattu Island, mit denen sie gemeinsam die Inselgruppe der Near Islands bilden. Zu den benannten Inseln der Gruppe gehören von Westen nach Osten, Alaid Island, Nizki Island, Hammerhead Island, Lotus Island und Shemya Island.

## Tierwelt
Nachdem der Seeotter hier seit mehr als hundert Jahren ausgerottet war, ist er zu Beginn der 1990er auf die Semichi Islands zurückgekehrt. 1994 wurden hier etwa 400 Tiere gezählt, 1997 nur noch 100.